# Riama hyposticta
Riama hyposticta är en ödleart som beskrevs av  George Albert Boulenger 1902. Riama hyposticta ingår i släktet Riama och familjen Gymnophthalmidae. Inga underarter finns listade i Catalogue of Life.